# Gspaltenhorn
Gspaltenhorn – szczyt w Alpach Berneńskich, części Alp Zachodnich. Leży w Szwajcarii w kantonie Berno. Należy do głównego łańcucha Alp Berneńskich. Można go zdobyć ze schroniska Gspaltenhornhütte (2455 m) lub Mutthornhütte (2901 m).
Pierwszego odnotowanego wejścia dokonali G.E. Forster, Jakob Anderegg i Hans Baumann 10 lipca 1869 r.